# Edmund Plant
 (mars 2019).
Pour les articles homonymes, voir Plant (homonymie).
Edmund Plant, né le 10 décembre 1844 à Nottingham et mort le 28 avril 1926 à Sandgate est un magnat des médias, homme d'affaires et homme politique  australien.